# Dysonia
Dysonia is een geslacht van rechtvleugeligen uit de familie sabelsprinkhanen (Tettigoniidae). De wetenschappelijke naam van dit geslacht is voor het eerst geldig gepubliceerd in 1862 door White.

## Soorten
Het geslacht Dysonia omvat de volgende soorten:
- Dysonia cuiabensis Piza & Peres Filho, 1982
- Dysonia hebardi Costa Lima & Guitton, 1960
- Dysonia lamellipes Bruner, 1915
- Dysonia minensis Piza & Wiendl, 1967
- Dysonia satipo Gorochov, 2012
- Dysonia similis Piza & Wiendl, 1967
- Dysonia simplicipes Brunner von Wattenwyl, 1878
- Dysonia zikani Costa Lima & Guitton, 1960
- Dysonia alipes Westwood, 1844
- Dysonia bridarollii Costa Lima & Guitton, 1960
- Dysonia diffusa Piza, 1981
- Dysonia elegans Brunner von Wattenwyl, 1878
- Dysonia holgeri Cadena-Castañeda, 2011
- Dysonia mariposa Gorochov, 2012
- Dysonia melaleuca Walker, 1869
- Dysonia monticola Costa Lima & Guitton, 1960
- Dysonia ornata Piza, 1951
- Dysonia pardalis Gorochov, 2012
- Dysonia pirani Costa Lima & Guitton, 1961